# Iglesia de la Madre de Dios (Covington)
La iglesia de la Madre de Dios (en inglés: Mother of God Church) es una iglesia parroquial de la diócesis católica de Covington, Kentucky, Estados Unidos, ubicada en el 119 West 6th Street en Covington. El título oficial de la parroquia es La Asunción de María, Madre de Dios. La iglesia está ubicada en el distrito histórico Mutter Gottes.
Esta histórica iglesia presenta dos torres renacentistas y murales del famoso artista del Vaticano Schmitt Johann, un maestro de Duveneck Frank, quien fue bautizado en la parroquia en 1848.